# 馬場正郎
馬場 正郎（ばば まさお、1892年1月7日 - 1947年8月7日）は、日本の陸軍軍人。最終階級は陸軍中将。熊本県出身。

## 経歴
1892年（明治25年）1月7日、馬場政行陸軍中尉の息子として生まれる。広島陸軍地方幼年学校、陸軍中央幼年学校を経て、1912年（明治45年）5月28日、陸軍士官学校を卒業（24期、兵科「騎兵」）し見習士官。同年（大正1年）12月24日、陸軍騎兵少尉任官、騎兵第5連隊附となる。1918年（大正7年）12月11日に陸軍大学校入校、1921年（大正10年）11月28日に同校を卒業（33期）。
騎兵第5連隊中隊長、陸軍騎兵学校教官、ドイツ出張、陸大教官、騎校教官、騎兵第4旅団参謀、騎兵監部部員を歴任、1935年（昭和10年）8月1日に陸軍騎兵大佐に任官し騎兵第24連隊長。1938年（昭和13年）7月15日、陸軍少将任官し騎兵第3旅団長、また騎兵監部附などを経て、日中戦争（支那事変）では騎兵集団長として蒙古に出動、1941年（昭和16年）8月15日、陸軍中将となった。
1941年10月、第53師団長に親補され太平洋戦争（大東亜戦争、第二次世界大戦）に従軍。1943年（昭和18年）9月、第4師団長としてボルネオに派遣された。1944年（昭和19年）12月、ボルネオ守備軍を前身とする第37軍司令官となり引き続き同地の守備を担当した。
太平洋戦争敗戦のため1946年（昭和21年）4月に復員したが、翌年1月にBC級戦犯容疑（サンダカン死の行進）で拘留、同年6月2日、絞首刑判決。同年8月7日、パプアニューギニアのラバウルで刑が執行された。

## 栄典
位階
- 1913年（大正2年）2月20日 - 正八位[1]
- 1941年（昭和16年）9月15日 - 従四位
- 1943年（昭和18年）10月1日 - 正四位

勲章等
- 1940年（昭和15年）8月15日 - 紀元二千六百年祝典記念章[2]

## 親族
- 義兄 小林躋造（海軍大将）
- 娘婿 古井貞方（陸軍少佐）